# Bußgottesdienst
Bußgottesdienste sind eine gemeinschaftliche Form der Gewissenserforschung und des Sündenbekenntnisses. Die römisch-katholische Kirche bietet sie besonders seit dem Zweiten Vatikanischen Konzil vor allem in den Bußzeiten des Kirchenjahres an, dem Advent und der Fastenzeit. Solche Bußgottesdienste dienen einer gemeinsamen Vorbereitung auf den Empfang des Bußsakraments, sie ersetzen diesen nicht. 
In der Regel handelt es sich bei Bußgottesdiensten um eine Wort-Gottes-Feier mit einem besonderen Bußteil, der z. B. aus einer Gewissenserforschung, einem gemeinsamen Gebet, einem Bußpsalm oder einem Kirchenlied bestehen kann. In der Regel folgt das gemeinsame Schuldbekenntnis mit der Vergebungsbitte.